# Meunasah Sawang
Meunasah Sawang is een bestuurslaag in het regentschap Pidie Jaya van de provincie Atjeh, Indonesië. Meunasah Sawang telt 352 inwoners (volkstelling 2010).